# Jacques-André Hochart
Pour les articles homonymes, voir Hochart.
Jacques-André Hochart, né le 29 juillet 1948 à Paris 13e et mort le 30 mai 2014 à Meythet (Haute-Savoie), est un coureur cycliste français. Il est professionnel de 1973 à 1975.

## Biographie
En 1974, il termine huitième du Grand Prix d'Aix-en-Provence et de Bordeaux-Paris.
Il meurt le 30 mai 2014 à son domicile de Meythet, en Haute-Savoie

## Palmarès
- 1967
  - Grand Prix de Lillers
- 1971
  - Paris-Dreux
- 1972
  - 3e de Paris-Ézy

## Résultats sur les grands tours

### Tour de France
1 participation
- 1973 : 87e et lanterne rouge

### Tour d'Espagne
1 participation
- 1974 : hors délais (9e étape)